# Heiko Waßer

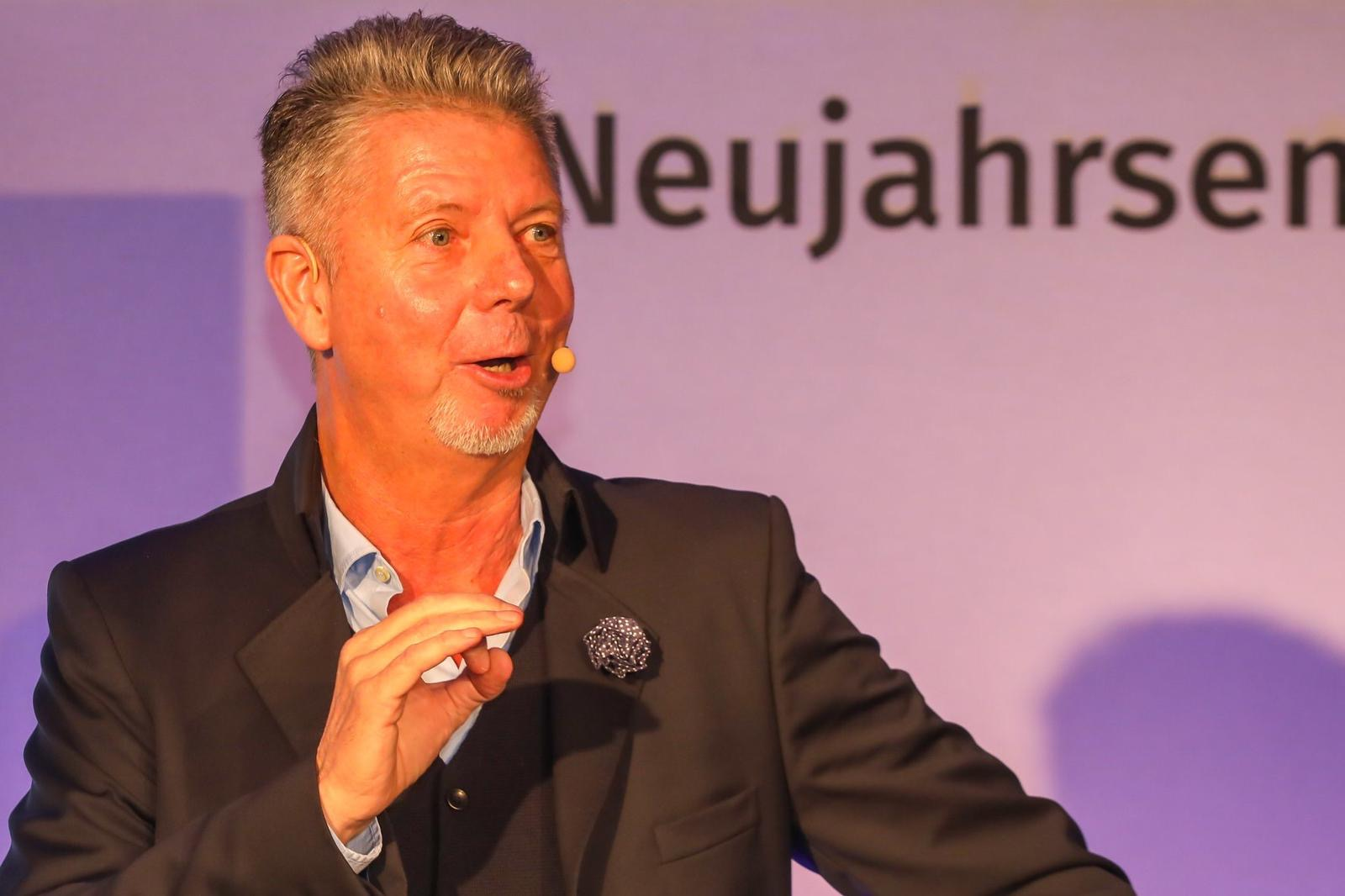
Heiko Waßer beim Neujahrsempfang Marketing Club Dortmund 2019

Heiko Waßer, auch Heiko Wasser (* 3. Oktober 1957 in Gladbeck) ist ein deutscher Sportjournalist. Er ist Kommentator der Formel-1-Rennen bei RTL.

## Leben
Ab 1976 war Waßer unter anderem als freier Mitarbeiter bei der WAZ tätig. Von 1985 bis 1986 war Waßer als Animateur im Robinson Club Nea Sivota/Griechenland beschäftigt. Des Weiteren arbeitete er als freier Mitarbeiter bei Radio ffn und beim WDR. Von 1987 bis 1991 war Waßer Herausgeber der Szenezeitung „Nachtzähne“. Ab 1990 fungierte er als Redakteur bei Radio Ruhrwelle Bochum. Anfang 1992 holte ihn der damalige designierte Sportchef Burkhard Weber zu RTL. Dort war er ab dem 1. April 1992 hauptsächlich als Redakteur beschäftigt.
Seit dem 9. Mai 1993 kommentiert Waßer für RTL die Rennen der Formel 1, zunächst an der Seite von Jochen Mass und seit 1998 zusammen mit Christian Danner. Für die Berichterstattung erhielt er den Deutschen Fernsehpreis, den Goldenen Gong und den Sport Bild Award.
2006 synchronisierte er die Stimme des Piston-Cup-Kommentators Heiko Water im Film Cars. Von 2007 bis zur Einstellung der Sendung moderierte er zusammen mit Florian König bei VOX Die Kocharena. Außerdem kommentiert er die Fußballspiele bei RTL. Er kommentierte auch die Spiele der Show Alle auf den Kleinen mit Oliver Pocher auf RTL.